# Jacobus Florius
Jacobus Florius (* um 1552 möglicherweise in Maastricht; † nach 1599) war ein franko-flämischer Komponist, Sänger und Kapellmeister der Renaissance.

## Leben und Wirken
Jacobus Florius war ein Sohn von Franciscus Florius. Über seine frühen Jahre und die Ausbildungszeit sind keine Informationen überliefert. Nachdem sein Vater in den fraglichen Jahren am herzoglich bayerischen Hof in München wirkte, nahm der Musikforscher E. F. Schmid (1962) an, dass Jacobus dort seine Ausbildung zum Sängerknaben erhalten hat; Belege dafür gibt es aber nicht. Im Jahr 1571 hat Jacobus Florius sich um die Stelle eines Bass-Sängers am herzoglichen Hof in Stuttgart beworben. Es gibt Anzeichen, dass er sich 1572 in Aquileia und im folgenden Jahr in Venedig aufgehalten hat. Etwas ältere Informationen sprechen davon, dass er von 1572 bis 1574 als Bass-Sänger bei der Marienbruderschaft im niederländischen ’s-Hertogenbosch tätig war. In den Listen der Innsbrucker Hofkapelle für 1573 und 1574 war sein Name als Sänger eingetragen. Im Jahr 1574 hat er Kaiser Maximilian II. eine von ihm komponierte Messe gewidmet, wohl als Bewerbung um eine Stelle in Wien, erhielt dafür aber nur 20 Gulden Zehrgeld. 1575 wollte sich der Komponist offenbar nach Flandern zurückziehen, weshalb Orlando di Lasso bei Wilhelm V. (damals noch Erbprinz) um ein Empfehlungsschreiben für Jacobus Florius gebeten hat. Sein tatsächlicher Aufenthalt danach ist nicht überliefert, aber es ist gesichert, dass er 1581 für kurze Zeit nach Innsbruck zurückkehrte und sich erneut um eine Stelle am Stuttgarter Hof beworben hat, aber ohne Erfolg.
Jacobus bekam 1581 am Hof von Eitel Friedrich IV. in Hechingen eine Stelle als Sänger und Vizekapellmeister, die er bis 1583 behalten hat. Zusammen mit zwei anderen Sängern ist er in diesem Jahr nach Innsbruck ausgeliehen worden, weil man dort „mit singern nit nach dem besten versehen“ war. Im Herbst 1583 ist der Komponist offenbar aus dem Dienst in Hechingen ausgeschieden, weil sich der neue Leiter der dortigen Kantorei, Leonhard Lechner, um einen Ersatz für den Vizekapellmeister bemühen musste. Wohin sich Jacobus Florius in den darauf folgenden sieben Jahren gewandt hat und wo er wirkte, darüber gibt es keine Informationen. Erst für 1590 gibt es wieder einen Beleg für sein Wirken als Kapellmeister im Dienst des österreichischen Erzherzogs Matthias. Dort bemühte er sich 1594, als Bass-Sänger bei Kaiser Rudolf II. in dessen Kantorei zu wechseln, und hat ihm auch eine Messe gewidmet, blieb aber offenbar ohne Erfolg. 1596 bekam er die Stellung eines Hofkapellmeisters in Salzburg bei Fürstbischof Wolf Dietrich von Raithenau (1587–1612). Diesem hat er seine „Cantiones sacrae quinque vocum“ gewidmet (erschienen in München 1599). Der Bischof hat jedoch die Widmung zurückgewiesen und Jacobus Florius in Ungnaden entlassen. Danach verliert sich seine Spur; einige Musikhistoriker gehen davon aus, dass er wieder in die Niederlande zurückkehrte.

## Bedeutung
Am Anfang des Vorworts zu seiner Sammlung „Modulorum aliquot tam sacrorum quam profanorum“ stellt sich Jacobus Florius mit einem lateinischen Text vor:

Cum recte moneat proverbium „Quam quisquis didicit artem, in hac se exerceat“, visus sum facere non inconsulto si in id studium meas curas, tempus, operam & industriam conferrem, in quo ab ineunte inde usque aetate & a teneris (ut aiunt) unguiculus  quasi cum matris lacte enutritus essem, idque sub eo praeceptore, qui citra controversiam omnimu superiorum aetatum musicorum facile princeps haberi posset, Orlando di Lasso, musicae harmoniae apud illustrissimum Bavariae ducem praefecto & doctore.

(Wie das Sprichwort „Möge sich jeder üben in der Kunst, die er Andere gelehrt hat“ zu Recht ermahnt, habe ich wohl nicht schlecht beraten gehandelt, immer wenn ich meine Aufmerksamkeit, meine Zeit, meine Mühe und meinen Fleiß auf die Kunst verwandte, in der ich von Anfang meines Lebens an unaufhörlich (so sagt man) sozusagen mit der Muttermilch genährt wurde; und das unter jenem Lehrmeister, der unbestritten unter allen Musikern der beste ist, Orlando di Lasso, Leiter und Meister der Vokalmusik bei dem erlauchten Herzog von Bayern).
Die dreistimmige Sammlung „Modulorum aliquot“, erschienen 1573 bei dem Löwener Verleger Pierre Phalèse, enthält neben 9 lateinischen Motetten insbesondere 24 niederländische Lieder, von denen 15 „weise“ und biblische Themen haben (geistliche Lieder), 6 Liebeslieder und 3 burleske Lieder, welche extravagante Geschichten erzählen. Damit kann Florius zu den fruchtbarsten Komponisten jener Zeit über Musik zu niederländischen Texten gerechnet werden. Acht dieser Texte scheint er aus den Chansons von Noé Faignient entlehnt zu haben. Es handelt sich hier um ausgesprochene Kammermusik, die für ein Publikum von Hausmusik-Amateuren bestimmt war. Außerhalb dieser Quelle sind keine anderen Lieder von Jacobus Florius überliefert worden.

## Werke
- „Modulorum aliquot tam sacrorum quam prophanorum cum tribus vocibus“ zu drei Stimmen, Löwen 1573
- Motette „In illo tempore“ zu sieben Stimmen, in Corollarium cantionum sacrarum, Nürnberg 1590
- Missa „Sù, sù, sù nonb più dormir“ zu sechs Stimmen, 1592 (auch Georg Florius zugeschrieben)
- „Cantiones sacrae quinque vocum“ zu fünf Stimmen, München 1599, hierin 13 Motetten und 8 Magnificats
- Magnificat quarti toni zu sechs Stimmen
- Missa „Deus in nomine tuo salvum me fac“ zu vier Stimmen, München 1599
- Missa „Lyram, lyram pulsent“ zu vier Stimmen